# Museu do Sertão (Piranhas)
O Museu do Sertão é um pequeno museu na cidade de Piranhas que abriga um acervo que reconta a história da própria cidade onde ele está sediado, bem como a história do cangaço. A entrada do museu é gratuita.

## Acervo
O museu conta com objetos, armas e vestimentas da época do cangaço, inclusive a famosa foto com as cabeças de Lampião e seu bando expostas como troféus.